# Sóley
Соулей Стефаунсдоуттір (англ. Sóley Stefánsdóttir), більш відома як Sóley — незалежна співачка, а також композитор з Гапнарф'єрдюра, Ісландія. Учасниця інді-поп гурту Seabear.

## Біографія
Соулей Стефаунсдоуттір — професіональна піаністка та композитор. З 2007 року є учасницею гурту, заснованою Сіндрі Мар Сігфусоном, під назвою Seabear. В цьому музичному проєкті вона грає на гітарі та клавішних. Лейбл Morr Music, з яким підписали контракт Seabear, звернув увагу на Соулей як на окрему виконавицю й запропонував писати сольні композиції. В 2010 році вона випустила свій дебютний мініальбом — «Theater Island». У 2011 році було створено повноцінний альбом — «We sink». Альбом був добре прийнятий і отримав загалом позитивні оцінки критиків.

## Дискографія

### Альбоми
- 2011: We Sink (Morr Music)

### Мініальбоми
- 2010: Theater Island (Sound of a Handshake)

### Сингли
- 2012: Pretty Face (Morr Music)

## Нотатки
1. ↑  Під лейблом Sound of a Handshake
2. ↑  З оглядами можна ознайомитись, пройшовши за таким посиланням: All Music [Архівовано 30 травня 2016 у Wayback Machine.](англ.), TheGap [Архівовано 8 січня 2014 у Wayback Machine.](нім.), Nordische-musik [Архівовано 8 січня 2014 у Wayback Machine.](нім.), Hhv-mag [Архівовано 8 січня 2014 у Wayback Machine.](нім.)